# 털꼬리두더지
털꼬리두더지(Parascalops breweri)는 중간 크기의 북아메리카 두더지류의 일종이다. 털꼬리두더지속(Parascalops)의 유일종이다.